# Jörg Peter
Jörg Peter, född 23 oktober 1955 i Dresden, är en tysk före detta långdistanslöpare.
Peter vann Leipzig Marathon 1985 och 1989, Košice Peace Marathon 1987 samt Hamburg Marathon 1990 och 1991. Han tog brons på 3 000 meter vid Europeiska inomhusmästerskapen i friidrott 1978. Peter hade det tyska rekordet i maraton mellan 1988 och 2015, då han slogs av Arne Gabius.
Peter tävlade för Östtyskland vid olympiska sommarspelen 1980 i Moskva, där han slutade på 6:e plats på 10 000 meter. Peter tävlade även i maraton vid olympiska sommarspelen 1988 i Seoul, där han inte lyckades fullfölja loppet.